# În numele dreptății
În numele dreptății (cunoscut și ca Soldat în iad, în engleză Savior) este un film american produs în anul 1998 sub regia lui Predrag Antonievici.

## Acțiune
Familia soldatului american Joshua Rose, este omorâtă în Paris în urma unui atac terorist. Orbit de furie și ură Joshua ucide musulmani într-o moschee. Împreună cu un prieten se înrolează în legiunea străină și ulterior ca mercenar în armata naționalistă sârbă (VRS) din Bosnia-Herțegovina care lupta contra musulmanilor. Aici constată el după ce prietenul este omorât de grenada aruncată de un copil, de cruzimea și nonsensul războiului. Un alt act de cruzime la care este martor, este tăierea de către un mercenar, al degetului cu inel al unei bătrâne. Între timp Joshua cunoaște pe Vera (Natașa Ninkovici) care a rămas gravidă în urma unui viol. Un mercenar este împușcat de Joshua, deoarece încercase să omoare noul născut al Verei. El va duce Vera acasă, unde ea va disprețuită de familia ei. Joshua convinge Vera să accepte copilul, ei vor fi urmăriți de sârbi care descoperiseră cadavrul mercenarului împușcat de Joshua. Rănit de sârbi, Joshua se ascunde cu copilul, el va fi martor uciderii  bestiale a Verei cu ciocanul de către croați.